# Las Molineras
Las Molineras (también llamada Caserío Las Molineras) es una localidad y pedanía española perteneciente al municipio de Caniles, en la provincia de Granada. Está situada en la parte oriental de la comarca de Baza. Cerca de esta localidad se encuentran los núcleos de Los Gallardos, Balax y La Vega.

## Demografía
Según el Instituto Nacional de Estadística de España, en el año 2023 Las Molineras contaba con 46 habitantes censados.